# Мельберг, Улоф
Улоф Мельберг (швед. Olof Mellberg, 'uːˌlɔf 'mɛlˌbærj; род. 3 сентября 1977, Амнехерад[уточнить], муниципалитет Гулльспонг) — шведский футболист, защитник; тренер. По количеству матчей в составе сборной Швеции (117) занимает седьмое место в истории. 31 июля 2014 года официально объявил о завершении карьеры игрока, разорвав контракт с «Копенгагеном», действовавший до 2015 года.

## Клубная карьера

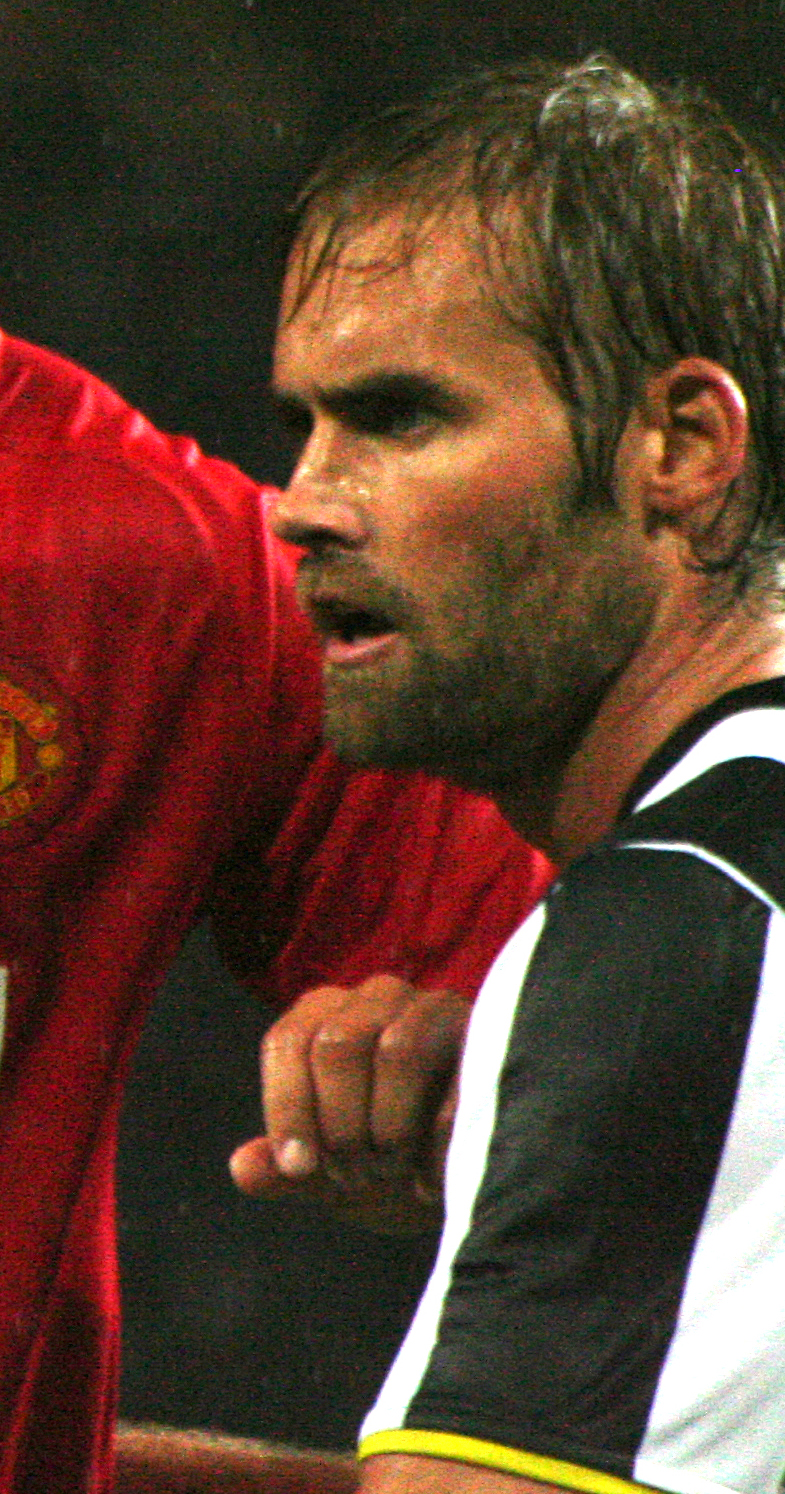
Мельберг в составе «Ювентуса»

Мельберг начинал играть в местной команде «Гульспонг», откуда был приглашён в клуб высшего дивизиона «Дегерфорс». После вылета «Дегерфорса» из высшего дивизиона Мельберг перешёл в АИК.
За уверенной игрой в шведской лиге последовало приглашение в испанскую Примеру, в клуб «Расинг» (Сантандер), где он сразу стал основным игроком.
Мельбергом интересовались «Барселона» и «Валенсия», однако он предпочёл перейти в «Астон Виллу». В бирмингемском клубе он стал капитаном команды и был им на протяжении 3 лет. В сезоне 2002/03 отыграл без замен все 38 матчей «Астон Виллы» в Премьер-лиге. В последнем сезоне он был переведён с привычной позиции центрального защитника на правый фланг.
В январе 2008 года подписал предварительный 3-летний контракт с «Ювентусом». В туринский клуб Мельберг перешёл после сезона 2007/08 по правилу Босмана (бесплатно). В составе «Ювентуса» впервые выступил в Лиге чемпионов, играл в матчах группового этапа и 1/8 финала этого турнира.
В июне 2009 года перешёл в «Олимпиакос», контракт был рассчитан на 3 года, сумма трансфера составила 2,5 млн евро.
В августе 2012 года подписал однолетнее соглашение с испанским «Вильярреалом» и помог команде вернуться в «примеру».

## Карьера в сборной
Мельберг принимал участие в 4 подряд финальных турнирах чемпионатов Европы (2000, 2004, 2008 и 2012), а также в чемпионатах мира 2002 и 2006 годов. Был включён УЕФА в символическую сборную Евро-2004. В 2002 году стал капитаном сборной Швеции, был капитаном сборной на Евро-2004 и чемпионате мира 2006 года, в августе 2006 года отказался от капитанской повязки.
На открытой тренировке во время чемпионата мира 2002 года Мельберг подрался с партнёром по команде Фредриком Юнгбергом. В сентябре 2006 года перед матчем с Лихтенштейном был изгнан из национальной команды вместе со Златаном Ибрагимовичем и Кристианом Вильхельмссоном за то, что они не вернулись на базу сборной до 24 часов вечера, однако через месяц они были возвращены в сборную.
В отборочном турнире чемпионата мира 2010 года забил 3 гола и стал лучшим бомбардиром сборной Швеции.

## Личная жизнь
У Мельберга и его подруги Каролины Киль двое детей — Сага (2002) и Йон (2006).
По словам матери Мельберга, по окончании карьеры игрока футболист собирается поступить в университет.

## Достижения

### Командные
- Чемпион Швеции 1998
- Обладатель Кубка Интертото 2001
- Чемпион Греции: 2009, 2011, 2012
- Обладатель Кубка Греции: 2012

### Личные
- Футболист года в Швеции: 2003
- Символическая сборная чемпионата Европы: 2004